# Civet
Civet é uma girl band de punk rock formada em Long Beach, California, nos anos 2000. Em 2007 assinaram com a Hellcat Records e lançaram dois álbuns pela gravadora, Hell Hath No Fury e Love & War.

## História
A banda, que descreve seu estilo como "femme fatale punk rock", começou quando a vocalista Liza Graves viu que não existiam muitas bandas femininas na cena punk e resolveu criar uma. Entretanto a banda só ficou conhecida quando após lançou seu primeiro álbum pela Hellcat Records, o Hell Hath No Fury, em 2008.
Em 2005 a banda lançou a álbum Massacre pela Disaster Records. Logo após o lançamento do disco a baixista Jackie O e a baterista Bombshell Brenz (Brenna Red) deixaram a banda, logo elas foram substituídas por Jacqui Valentine  e Cat Scandal, respectivamente, que mais tarde foi substituída por Danni Harrowyn. Após algum tempo, sem ser anunciado, Danni Harrowyn foi substituída por Roxie Darling.
Em 2010 houve novas mudanças na banda, durante uma turnê a baixista Jacqui Valentine e a baterista Roxie Darling abandonaram a banda, a turnê só continuou porque alguns amigos substituíram as duas musicistas.
Em fevereiro de 2011 a banda lançou seu quinto álbum, Love & War, sendo "LA Nights" o seu primeiro single.

## Influências e estilo
Seu estilo musical é comparado à The Distillers, Bikini Kill, The Runaways e Motörhead. A banda já declarou que suas maiores influências são The Runaways, Misfits, The Clash, Motörhead. Elas já saíram em turnê junto com Social Distortion, Street Dogs, The Mighty Mighty Bosstones e Dropkick Murphys.

## Membros

### Formação atual
- Ms. Liza Graves – guitarra e vocal (2000–presente)
- Suzi Homewrecker – guitarra e backing vocal (2000–presente)
- Christian Riersgard – bateria (2010–presente)
- Jonny Grill – baixo e backing vocal (2010–presente)

### Ex-integrantes
- Jackie O – baixo (2000-2008)
- Jacqui Valentine – baixo (2008-2010)
- Bombshell Brenz (Brenna Red) – bateria (2000-2008)
- Cat Scandal – bateria (2008-2008)
- Danni Harrowyn – bateria (2008-20??)
- Roxie Darling – bateria (20??-2010)

## Discografia
| Ano  | Título                    | Gravadora             |
| ---- | ------------------------- | --------------------- |
| 2000 | Beauty Kills EP           | Princess Smut Records |
| 2001 | Graceland                 | Princess Smut Records |
| 2003 | Civet                     | Callgirl Records      |
| 2004 | Everything, Everything ‎7" | Disaster Records      |
| 2005 | Massacre                  | Disaster Records      |
| 2008 | Hell Hath No Fury         | Hellcat Records       |
| 2011 | Love & War                | Hellcat Records       |